# Jerry Heidenreich
Jerôme Alan (Jerry) Heidenreich (Tulsa (Oklahoma), 4 februari 1950 – Paris (Texas), 18 april 2002) was een Amerikaans zwemmer.

## Biografie
Heidenreich won tijdens de Pan-Amerikaanse Spelen 1971 goud op alle drie de estafettenummers. Tijdens de Olympische Zomerspelen van 1972 won Heidenreich de gouden medaille op de de 4x100m vrije slag en de 4x100m wisselslag. Op de 100m vrije slag won hij de zilveren medaille en op de 100m vlinderslag won hij de bronzen medaille.
Heidenreich werd in 1992 opgenomen in de International Swimming Hall of Fame. Na zijn sportieve carrière werd hij zwemcoach en worstelde hij met verslavingen.
In de zomer van 2001 kreeg Heidenreich een beroerte waar hij moeilijk van herstelde, hij bleef deels verlamd. Heidenreich pleegde in 2002 op 52-jarige leeftijd zelfmoord met een overdosis pillen.

## Internationale toernooien
| Jaar | Olympische Spelen                                                          | Pan-Amerikaanse Spelen                                                       |
| ---- | -------------------------------------------------------------------------- | ---------------------------------------------------------------------------- |
| 1971 |                                                                            | 4x100m vrije slag · 4x200m vrije slag · 4x100m wisselslag · 100m vlinderslag |
| 1972 | 4x100m vrije slag · 4x100m wisselslag · 100m vrije slag · 100m vlinderslag |                                                                              |

1964: Clark, Austin, Ilman, Schollander ·
1968: Zorn, Rerych, Spitz, Walsh ·
1972: Edgar, Murphy, Heidenreich, Spitz ·
1984: Cavanaugh, Heath, Biondi, Gaines ·
1988: Jacobs, Dalbey, Jager, Biondi ·
1992: Hudepohl, Biondi, Jager, Olsen ·
1996: Olsen, Davis, Schumacher, Hall ·
2000: Klim, Fydler, Callus, Thorpe ·
2004: Schoeman, Ferns, Townsend, Neethling ·
2008: Phelps, Weber-Gale, Jones, Lezak ·
2012: Leveaux, Gilot, Lefert, Agnel ·
2016: Dressel, Phelps, Held, Adrian ·
2020: Dressel, Pieroni, Becker, Apple ·
2024: Alexy, Guiliano, Armstrong, Dressel
1960: McKinney, Hait, Larson, Farrell ·
1964: Mann, Craig, Schmidt, Clark ·
1968: Hickcox, McKenzie, Russell, Walsh ·
1972: Stamm, Bruce, Spitz, Heidenreich ·
1976: Naber, Hencken, Vogel, Montgomery ·
1980: Kerry, Evans, Tonelli, Brooks ·
1984: Carey, Lundquist, Morales, Gaines ·
1988: Berkoff, Schroeder, Biondi, Jacobs ·
1992: Rouse, Diebel, Morales, Olsen ·
1996: Rouse, Linn, Henderson, Hall ·
2000: Krayzelburg, Moses, Crocker, Hall ·
2004: Peirsol, Hansen, Crocker, Lezak ·
2008: Peirsol, Hansen, Phelps, Lezak ·
2012: Grevers, Hansen, Phelps, Adrian ·
2016: Murphy, Miller, Phelps, Adrian  ·
2020: Murphy, Andrew, Dressel, Apple  ·
2024: Xu, Qin, Sun, Pan